# 白井俊明
白井 俊明（しらい としあき、1900年3月13日 - 1975年1月8日）は、日本の化学者。

## 経歴
1923年東北帝国大学理学部化学科を卒業。東京帝国大学理学部助手に採用。1940年、東京大学地震研究所、理化学研究所に勤務。
1950年、東京大学教養学部教授となった。1951年、東京大学に学位論文を提出して理学博士号を取得。1960年、東京大学を定年退官し、名誉教授となった。その後は東京理科大学教授として教鞭をとった。1970年に東京理科大学を退職。

## 著作

### 著書
- 『火と焔』誠文堂新光社 1940 僕らの科学文庫
- 『化学思想小史』河出書房・科学新書 1941
- 『化学と生活』羽田書店・生活科学新書 1942
- 『新化学物語』明治書院 1949 科学知識普及叢書
- 『化学精義』清水書院 1950
- 『ノーベル賞』弘文堂アテネ文庫 1950
- 『物質とは何か』三省堂出版 1951 理科文庫
- 『化学の基礎研究』山田書院 1951
- 『化学事典』紀元社出版 1954
- 『化学辞典』弘文堂・アテネ文庫 1954
- 『一般化学』東京大学出版会 1956
- 『光と色の世界』三十書房・少年少女科学の研究室 1956
- 『科学発達物語』偕成社 1957 図説文庫
- 『現代化学読本』日本評論新社 1960
- 『化学通論』東京大学出版会 1961
- 『科学の歴史』偕成社・少年少女図説シリーズ 1963
- 『無機化学大要』養賢堂 1963
- 『無機化学入門』1965 有斐閣双書
- 『理科の実験』講談社 1966 学習目でみる科学
- 『金属のはなし』岩崎書店 1969 カラー版観察と実験

### 共編著
- 『化学概説 第4巻 金属』井上敏共著 岩波書店 1931
- 『火と熱の科学』杉田元宜共著 清水書房 1948 科学教育講座
- 『水の科学』飯山敏春共著 清水書房 1948 科学教育講座
- 『化学実験』玉虫文一共著 山根書店 1952
- 『理化学定数表』芝亀吉共編 岩波書店 1952
- 『化学の歴史』編 毎日新聞社 1954 毎日ライブラリー
- 『無機化学概論』木村健二郎共著 有斐閣 1954
- 『化学 大学演習』編 裳華房 1956
- 『理科実験の図鑑』金子淳一、加藤武男共著 1959 小学館の学習図鑑シリーズ
- 『化学計算問題演習』白井俊明編 山田書院 1959
- 『化学演習1200題』白井俊明編 山田書院 1961
- 『少年少女学習百科全集 13.化学のふしぎ』岡田日出士共著 講談社 1962
- 『キュリー夫人』編 小学館・ジュニア版伝記全集 1963
- 『化学実験入門』浜田修一共著 ポプラ社 1965 入門百科
- 『物理実験入門』浜田修一共著 ポプラ社 1965 入門百科
- 『現代の化学』田島義雄共著 有精堂出版 1969

### 翻訳
- ジョージ・ガモフ『太陽の誕生と死』創元社 1943 創元科学叢書 のち白揚社
- テーラー『新科学大系』全7巻 桑木来吉共訳 河出書房 1952-1953
- ファラデー『ろうそく物語』法政大学出版局 1952
- ワイラー『地球』白揚社 1953 理科と社会科シリーズ
- アーサー・C・クラーク『宇宙の探険』白揚社 1954
- R.コールダー『科学のプロフィール』木下秀夫共訳 1954 岩波現代叢書
- サイエンティフィック・アメリカン社編『最前線の化学』白揚社 1960 新科学シリーズ
- リンド『面白い科学実験室 身近な材料でできる600の実験』1-3 白揚社 1964

### 論文
- 今市憲作, 内田憲男, 白井俊明「遠心ポンプの径方向推力に関する実験的研究」『日本機械学會論文集』第37巻第294号、日本機械学会、1971年、322-333頁、doi:10.1299/kikai1938.37.322、ISSN 0029-0270、NAID 110002353542。
- 鮫島實三郎, 相原一男, 白井俊明「木炭の吸着による鹽素同位體分離の試み」『日本化學會誌』第43号、The Chemical Society of Japan、1922年、761-766頁、doi:10.1246/nikkashi1921.43.761、ISSN 0369-4208、NAID 130003986300。
- 白井俊明「水蒸氣の分子量測定」『日本化學會誌』第44号、The Chemical Society of Japan、1923年、887-896頁、doi:10.1246/nikkashi1921.44.887、ISSN 0369-4208、NAID 130003803778。
- 白井俊明「結晶格子エネルギーの化學量論」『応用物理』第5巻第7号、応用物理学会、1936年、312-316頁、doi:10.11470/oubutsu1932.5.312、ISSN 0369-8009、NAID 130003590950。
- 白井俊明「高壓の物理」『日本数学物理学会誌』第13巻第1号、日本物理学会、日本数学会、1939年、73-105頁、doi:10.11429/subutsukaishi1927.13.73、NAID 130003854890。
- 白井俊明「高壓の化學」『日本数学物理学会誌』第13巻第2号、日本物理学会、日本数学会、1939年、180-190頁、doi:10.11429/subutsukaishi1927.13.180、NAID 130003854896。
- 那須信治, 白井俊明, 川島正治, 大内秋三, 高橋龍太郎, 岸上冬彦, 池上良平, 秋間哲夫「昭和二十一年十二月二十一日南海大地震津浪調査概報（和歌山県之部）」『地震研究所研究速報』第5号、東京帝國大学地震研究所、1947年4月、98-131頁、doi:10.15083/00032118、NAID 120002692292。
- 白井俊明「(第1報)液態硫黄の密度」『日本化學雜誌』第72巻第8号、The Chemical Society of Japan、1951年、696-697頁、doi:10.1246/nikkashi1948.72.696、ISSN 0369-5387、NAID 130003506537。
- 白井俊明「(第2報)液態硫黄の表面張力」『日本化學雜誌』第72巻第8号、The Chemical Society of Japan、1951年、697-699頁、doi:10.1246/nikkashi1948.72.697、ISSN 0369-5387、NAID 130003506538。
- 白井俊明「放射性同位元素の話」『新しい学校』第3巻第3号、興文館、1951年3月、36-41頁、NAID 40000094225。
- 白井俊明「原子量について」『分析化学』第3巻第4号、日本分析化学会、1954年、369-374頁、doi:10.2116/bunsekikagaku.3.369、ISSN 0525-1931、NAID 130000950242。